# Gandara
Gandara (sans. गन्धार, pašt. ګندهارا, urdu گندھارا; Gandḥārā, perz. Waihind) je naziv za starovjekovnu pokrajinu i kraljevinu (Mahajanapada) koja se danas nalazi u sjevernom Pakistanu i istočnom Afganistanu. Gandara se nalazi uglavnom na području doline uz Peshawar, odnosno na visoravni Pothohar i uz rijeku Kabul. Najvažniji gradovi regije su Purushapura (moderni Peshawar) i Takšashila (Taksila).
U ranoj povijesti, Gandara je od doba Kira Velikog bila sastavni dio Perzijskog Carstva, a nalazila se istočno od Arahozije i Baktrije. Gandara je na Darijevim zapisima u Behistunu spomenuta kao pokrajina koja je bila dijelom carstva prije njegove inauguracije. Kraj perzijske vladavine označio je Aleksandrov pohod koji je osvojio regiju oko 336. pr. Kr. Nedugo poslije, Gandarom ponovo vladaju iranske dinastije Parta i Sasanida.
Kraljevstvo Gandara trajalo je od 6. stoljeća pr. Kr. do 11. stoljeća, dok je najveći uspon pokrajina doživjela od 1. do 5. stoljeća u doba budističkih kušanskih kraljeva.
Kasnije su Gandarom vladale hidnuističke dinastije zvane Hindu Šahi. Taj termin je prvi koristio iranski znanstvenik Al Biruni, a odnosio se na vladajuće dinastije iz 10. i 11. stoljeća koje su kasnije porazili iranski osvajači. Nakon što je 1021. godine Mahmud Gaznijski osvojio pokrajinu, naziv Gandara je iščeznuo. U doba početne islamske vladavine, područjem je upravljano iz Lahorea ili Kabula, dok je u doba Mogula postala sastavni dio Kabulske pokrajine.

## Vanjske poveznice
- Gandara, Livius.org  Arhivirana inačica izvorne stranice od 19. srpnja 2013. (Wayback Machine)
- Britannica enciklopedija: Gandara

Sestrinski projekti
|  | Zajednički poslužitelj ima još gradiva o temi Gandara |